# Гракове (станція)
Гра́кове — проміжна вантажно-пасажирська залізнична станція 4 класу, стикування Куп'янської дирекції Південної залізниці.
Розташована в селищі Залізничне Чугуївського району Харківської області між зупинними платформами Зелена Роща та Пролісний.
З 1972 року є станцією стикування.

## Історія
Станція Гракове відкрита у 1895 році на лінії Основа — Куп'янськ.
20 грудня 1971 року  перший пробний електропоїзд здійснив рух на електрифікованій дільниці Харків-Балашовський — Лосєве — Гракове.
9 грудня 1972 року електрифікацією змінним струмом дільниці Гракове — Куп'янськ закінчена електрифікація Куп'янського напрямку. Даний напрямок став першою магістральною ділянкою, електрифікованою різними системами струму без повноцінної станції стикування, до цього так само була електрифікована лише тупикова гілка Мінеральні Води — Кисловодськ Південно-Кавказької залізниці (в середині 2000-х років залізничний вузол повністю переведений на змінний струм). Дане рішення було обумовлено виходячи з складності Куп'янського вузла — замість однієї станції стикування необхідно було робити дві — Куп'янськ-Вузловий та Куп'янськ-Сортувальний з одного боку, і необхідності налагодити використання нових двосистемних електровозів — ВЛ82 з іншого. Дані електровози випускалися Новочеркаський електровозобудівний завод (Росія) з 1966 по 1979 роки, і є основою парку ТЧ-15 Куп'янськ.
Станція Гракове, що служить місцем стикування змінного і постійного струму методом нейтральної вставки, повністю покрита постійним струмом, крім тупикового 8-го шляху, на які прибувають електропоїзди у напрямку Куп'янська, і одного з'їзду в східній горловині станції. Дана станція є станцією стикування без перемикачів роду струму, також неофіційно такий тип станцій іменується «псевдостикування».
Виходячи з цього, на даному ходу використовуються електровози ВЛ82м, які водять як вантажні, так і пасажирські та приміські потяги.
Рух на ділянці Гракове — Куп'янськ представлено численними вантажними потягами, причому особливо важкі — від 4200 до 6000 т — від Куп'янська до Шевченкове-Південне (станцій Грози або Первомайське-Південне) йдуть подвійною тягою, причому штовхачем може бути і чистий перемінник — ВЛ80. Можливо, в майбутньому на Гракове знову з'являться локомотиви постійного струму, але про зміну плечей для ТЧ-2 мова поки не йде
Куп'янський залізничний вузол електрифікований змінним струмом, але він не поєднаний без зміни струму до центрально-української частини залізниці змінного струму.

## Пасажирське сполучення
Пасажирський рух з 10 грудня 2017 року представлено потягами далекого сполучення:
- № 137/138 Хмельницький — Лисичанськ
- № 45/46 Ужгород — Лисичанськ
- № 369/370  Київ— Баку

Також курсують дві пари приміських потягів локомотивної тяги № 6559/6560 і № 6553/6554 Харків — Куп'янськ. 
Всі потяги курсують під тягою ВЛ82м. З моторвагонного складу існує три пари електропоїздів сполучення Куп'янськ — Гракове, які по станції Гракове зістиковані з електропоїздами Харківського напрямку.